# رویانگوسور
رویانگوسور (نام علمی: Ruyangosaurus) نام یک سرده از راسته خزنده‌کفلان است.